# Claude Domeizel
Pour les articles homonymes, voir Domeizel.
Claude Domeizel, né le 16 mai 1940 à La Grand-Combe (Gard), est un homme politique français.

## Biographie
Claude Domeizel est issu d'une famille de mineurs de Champclauson, sur la commune de La Grand-Combe.
Professeur des écoles retraité, il est élu sénateur des Alpes-de-Haute-Provence le 27 septembre 1998 et réélu au premier tour le 21 septembre 2008. Il est membre du groupe socialiste.
Il ne se représente pas lors des élections sénatoriales de 2014.

## Activité politique et professionnelle
- Membre du Conseil d'orientation des retraites
- Président du conseil d’administration de la Caisse nationale de retraites des agents des collectivités locales (CNRACL) de 1990 à 2021 (réélu en 1996, 2002, 2008 et 2014).
- Membre de la Commission nationale de l'informatique et des libertés en 2008

## Détail des fonctions et des mandats
Mandat parlementaire
- 1er octobre 1998 - 30 septembre 2014 : sénateur des Alpes-de-Haute-Provence
- Secrétaire du Sénat

Mandats locaux
- mars 1971 - mai 2005 : maire de Volx
- 1982 - 1986 : conseiller régional de Provence-Alpes-Côte d'Azur
- 1988 - 1992 : conseiller régional de Provence-Alpes-Côte d'Azur
- Vice-président du conseil régional de Provence-Alpes-Côte d'Azur

## Décorations
- Officier de la Légion d'honneur Il est promu officier par décret du 30 décembre 2016[2]. Il était chevalier du 19 février 1998.
- Chevalier de l'ordre national du Mérite